# Archichlora crispa
Archichlora crispa är en fjärilsart som beskrevs av Claude Herbulot 1971. Archichlora crispa ingår i släktet Archichlora och familjen mätare. Inga underarter finns listade i Catalogue of Life.